# تمارا سيفاكوفا

تمارا سيفاكوفا ( (بالبيلاروسية: Тамара Сівакова) ) (مواليد 16 أغسطس 1965) هي رياضية بارالمبية من بيلاروسيا، تُنافس بشكل رئيسي في سباقات الرمي.
شاركت لأول مرة في الألعاب الأولمبية الصيفية لذوي الاحتياجات الخاصة عام 1992 في برشلونة بإسبانيا مع الفريق الموحد، وفازت بالميدالية الذهبية في رمي القرص الفئة B3 واحتلت المركز الخامس في نهائيات الخماسي. بعد أربع سنوات شاركت في دورة الألعاب البارالمبية الصيفية لعام 1996 في أتلانتا بالولايات المتحدة ممثلة لبلدها بيلاروسيا، وفازت بميدالية ذهبية الرمي فئة F12 وبرونزية رمي القرص فئة F12 لكنها فشلت مرة أخرى في الحصول على ميدالية في سباقات الخماسي. تنافست في مشاركتها الثالثة في سيدني بأستراليا عام 2000 حيث فازت بالميدالية الفضية في رمي القرص فئة F13 وفشلت في الحصول على ميدالية في الخماسي. عام 2004 في أثينا باليونان، حصلت على الميدالية الذهبية في دفع الجلة فئة F12 والميدالية الفضية في رمي القرص فئة F13. شاركت في أولمبياد ذوي الاحتياجات الخاصة الخامس لها عام 2008 في بكين، الصين حيث فازت بالميدالية الذهبية في رمي القرص F12 / 13 والميدالية الفضية في تسديدة F12 / 13.

## روابط خارجية
- Tamara Sivakova's profile on paralympic.org